# قیل‌قیل‌آب
قیل‌قیل‌آب (به لاتین: Qılqılov) یک منطقه مسکونی در جمهوری آذربایجان است که در شهرستان لریک واقع شده است. قیل‌قیل‌آب ۲۹۱ نفر جمعیت دارد.

## ریشه واژه
قیل‌قیل شکل تالشی واژه قل‌قل در فارسی با مفهوم جوشندگی و گازدار بودن و اُو همان آب است. دلیل نام گذاری این روستا وجود چشمه‌ای از نوع آب‌فشان در نزدیکی آن با همین نام است.